# Mohammed Tamim

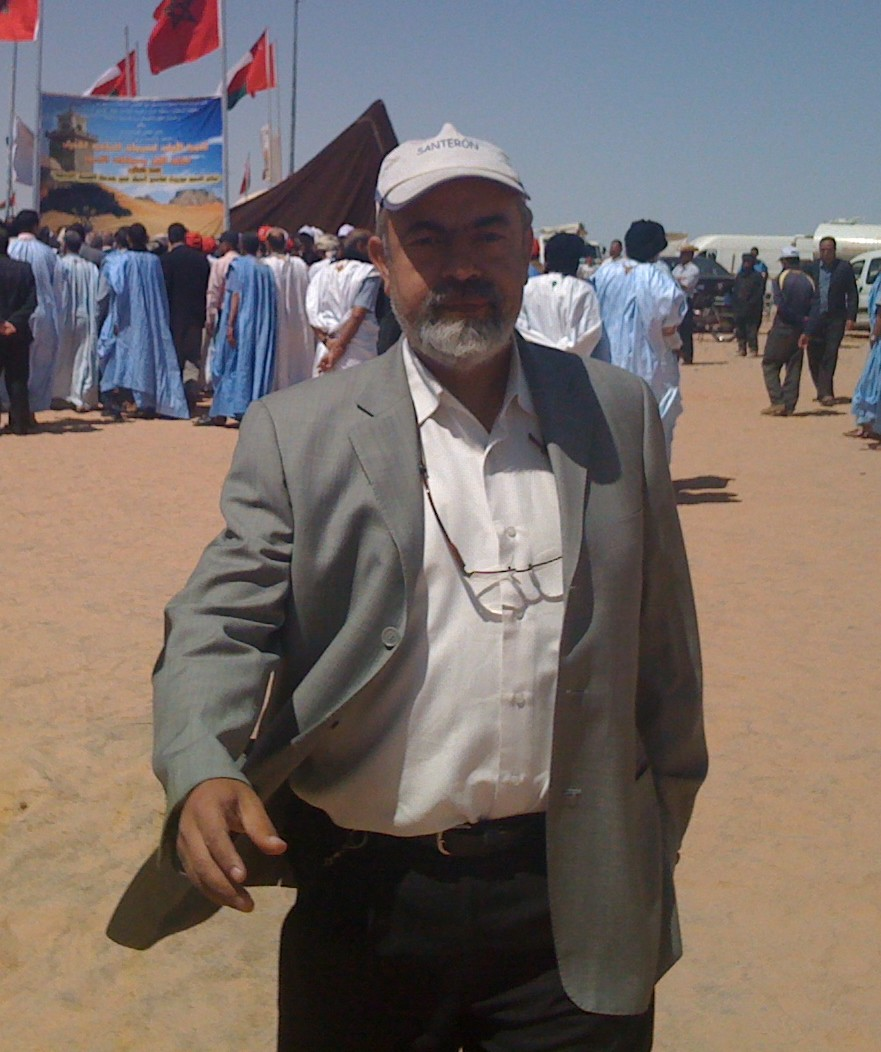
Mohammed Tamim en 2013.

Mohammed Tamim (en árabe: محمد تمبم‎) es un arquitecto, investigador en economía del desarrollo y escritor marroquí de expresión francesa, nació el 30 de mayo de 1958 en Casablanca. Por la actualidad vive en El Aaiún. 

## Biografía
Mohammed Tamim provenía de una familia nativa de Chingueti, Mauritania. Después de los estudios primarios en la escuela católica Charles de Foucauld,  y estudios secundarios en el Instituto Lyautey de Casablanca, Mohamed Tamim se matriculó en Gesamthochschule Kassel, Alemania, donde se graduó de arquitecto-ingeniero. Después de unos meses como parte de la función pública en Alhucemas (Marruecos), fue reclutado como arquitecto municipal en El Aaiún. En un proyecto de estudio en la universidad sobre el chabolismo (bidonville) en Benmsik en Casablanca, descubrió que la palabra de Chabolismo no es local y se utilizó por primera vez en la historia de Marruecos. Más tarde, descubrió que el origen de este tipo de hábitat, entre otras características del Tercer Mundo y los países en desarrollo se hallaba en Inglaterra durante la revolución industrial.

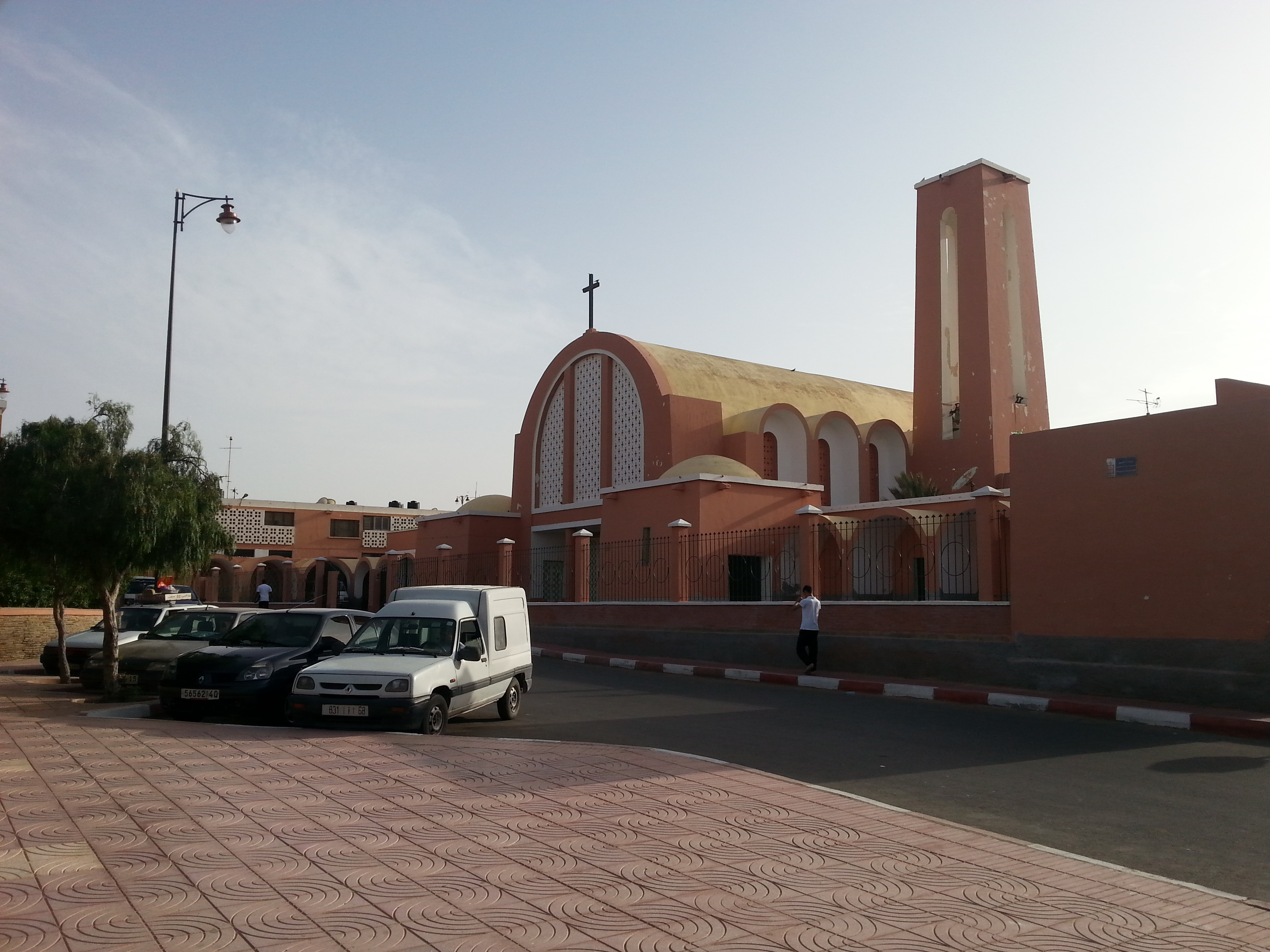
La iglesia de El Aaiún.

## Obras en arquitectura
- Zouiat Cheikh Maininine
- La iglesia de El Aaiún
- Los aerogeneradores de cemento en El Aaiún

Mohammed Tamim se ha encargado como arquitecto de reestructurar los antiguos barrios de la época colonial denominados Colomina, de preservar el patrimonio histórico con sus iglesias en El Aaiún y Dajla así como los antiguos vestigios saharauis como Zaouyat Cheick Maiainine. También construyó muchos establecimientos escolares; públicos y privados. Se encargó, igualmente, con su asociación GreenSahara en el desarrollo de las energías renovables en las provincias saharianas.

## Tesis en economía de desarrollo
- El origen y la definición de países en desarrollo : Como Walt Whitman Rostow, Mohammed Tamim estima que los países en desarrollo son los países en transición por múltiples modos de vida tradicionales hacia un modo de vida moderno a partir de la revolución industrial en Inglaterra en los siglos XVIII y XIX.
- El indicador de desarrollo: el desarrollo de un país sería medible por su nivel de educación moderna. La tasa de escolarización es proporcional a las tasas de desarrollo económico e inversión proporcional a las tasas de crecimiento demográfico,  siendo el desarrollo económico medido por la proporción de la población activa en los sectores modernos y la esperanza de vida al nacimiento.
- El crecimiento demográfico: Empieza por las campañas de vacunación, que constituye en los países en desarrolló un gran obstáculo a la generalización de la escolarización, por lo tanto, al desarrollo.
- La condición previa para Take Off de Walt Whitman Rostow: el despegue de las economías de los países en desarrollo es la generalización de la escolarización desde el ciclo primario hasta el ciclo universitario.
- La clarividencia de los dirigentes: el emperador japonés Meiji es el primer gran estratega de desarrollo en la historia. El éxito de las políticas de desarrollo dependen de la clarividencia de los dirigentes como Habib Bourguiba en Túnez, Lee Kuan Yew en Singapur, Deng Xiaoping en China, Mahathir Mohamad en Malasia, Park Chung-hee en Corea del Sur, Seretse Khama y Quett Masire en Botsuana, etc.
- La estrategia de desarrollo universal : la generalización de la educación y para eso mismo el control de nacimientos.
- La casualidad o la comunidad internacional: el azar puede llevar a la cabeza de cada país en desarrolló un hombre de visión como Meiji. Pero estas probabilidades son insignificantes. Esta estrategia sólo puede conseguirse mediante una solidaridad universal.

## Temas de la obra literaria
En sus trabajos literarios, Mohammed Tamim ilustra principalmente los temas de sus investigaciones en economía de desarrollo:
- La sobrepoblación del chabolismo en L’étrange histoire de Maria D., esta pieza teatral relata los contratiempos de María, una mujer joven viviendo en un bidonville o chabolismo y que está embarazada de su séptimo hijo.
- La inmigración y el racismo en Ulrich, L’histoire d’un Arabe néonazi , la historia de un árabe rubio fascinado por la ideología nazi que funda y dirige una organización neonazi.
- Las políticas de desarrollo en Le général Kanem-Bornou ou l’Afrique est bien partie, la historia de un general africano que gracias a una política de desarrollo eficaz transforme su territorio en una región altamente desarrollada, y está en discordia con el presidente de su país ; un psicópata corrupto que confunde entre los Blancos y Albinos negros.
- La corrupción y la mala gestión en Laâyoune-Plage ou la danse avec le séparatisme.
- El estudio del movimiento islamista en Le spectre de l’islamisme.
- La homosexualidad en un mundo religioso en Nabil Haddad.
- La dificultad para los hombres al envejecer, de perder la juventud y la belleza en Alain Ledon, etc.
Los primeros capítulos de todas sus obras están en lectura libre en su sitio web: www.mohammedtamim.net

## Obras
- Das Gespenst der Dritten-Welt (Hoering Verlag, Berlín, 1982)
- Berberische Briefe (Hoering Verlag, Berlín, 1984)
- Le Spectre du tiers-monde (L’Harmattan, Paris, 2002, ISBN 2-7475-2260-1)
- Ulrich, l’histoire d’un Árabe néonazi( Sol’Air, Nantes, 2004, ISBN 2-915500-69-X)
- L’étrange Histoire de Maria D. ( Sol’Air, Nantes, 2005, ISBN 2-915500-70-3)
- Appel à l’Internationale écologiste (Sol’Air, Nantes, 2006, ISBN 2-915500-68-1)
- Seducere (Sol’Air, Nantes, 2007)
- Nabil Haddad (Sol’Air, Nantes, 2008)
- La théorie du développement pour le Millénaire (GreenSahara, Laâyoune,2009)
- Le Général Kanem-Bornou, ou l’Afrique est bien partie (GreenSahara, Laâyoune, 2010)
- Le Colonel Buhari (GreenSahara, Laâyoune, 2011)
- Le Spectre de l’islamisme (GreenSahara, Laâyoune, 2011).
- Alain Ledon (GreenSahara, Laâyoune, 2012)
- Laâyoune-Plage (GreenSahara, Laâyoune, 2013)